# Camden South, New South Wales
Camden South este o suburbie în Sydney, Australia.